# Constitución rumana de 1866
La Constitución rumana de 1866 fue la primera Constitución del Reino de Rumanía tras su independencia y tuvo notable influencia sobre la política nacional. Estuvo en vigor hasta la promulgación de la Constitución rumana de 1923, que se basó en ella.

## Características
La Constitución definió al Estado como una monarquía parlamentaria, carácter que mantuvo hasta la implantación de la dictadura real en 1938. Se redactó para asemejarse a las constituciones de otras monarquías parlamentarias de Europa occidental, concretamente tomó como modelo la belga, y garantizaba los habituales derechos: libertad de prensa, de asociación, de enseñanza o de culto. La libertad de asociación dio lugar al surgimiento de partidos políticos.
La Constitución garantizaba el derecho a voto secreto de todo varón adulto. Se declaraba la propiedad privada como inviolable (artículo 19). Este artículo impedía salvo en casos muy restrictivos la expropiación de las tierras, lo que dificultó la posterior reforma agraria a finales de la Primera Guerra Mundial.

## Los poderes del Estado
El poder legislativo quedaba en manos del monarca y del Parlamento (artículo 32). Este lo formaban el Senado y una Cámara de Diputados, más democrática y con mayor poder, capaz de proponer leyes sobre asuntos financieros y militares (artículos 33 y 133).
El poder ejecutivo se otorgaba en teoría al soberano (artículo 35), mientras que el judicial se concedía a los tribunales, independientes (artículos 36 y 104). En la práctica el poder ejecutivo quedaba en manos del Consejo de Ministros. El rey tenía el derecho teórico de dirigir el Ejército y firmar tratados con otros países (artículo 93), pero estos poderes quedaban en realidad en manos de los ministros correspondientes.
El monarca podía vetar una ley, pero no suspenderla ni modificarla (artículo 93), ni evitar la reunión del Parlamento los días 15 de noviembre de cada año (artículo 95). El mismo artículo confería al soberano un poder muy importante: la capacidad de disolver las cámaras tras tres meses de sesiones y convocar nuevas elecciones.
De manera similar a Gran Bretaña, los ministros del consejo eran nombrados por el rey, pero respondían ante el Parlamento (artículos 92, 100 y 101).

## Sistema electoral
A pesar de que todo varón adulto tenía derecho a voto el sistema no era equitativo, dependiendo el valor del mismo en la educación y riqueza del votante. Este sistema garantizaba la preponderancia de los terratenientes y de la población urbana acomodada en la política del país.
La cámara de diputados se dividía en tres estados o «colegios», elegidos en cada distrito electoral por cuatro categorías de votantes:
- El primer estado, al que pertenecían el 41 % de los diputados de la cámara (artículo 62), se elegía entre el 1,5 % de los votantes.[4] Estos eran los rentistas con ingresos de al menos mil doscientos lei (artículo 59).[4]
- El segundo estado, formado por el 38 % de los diputados, lo elegían los residentes urbanos que pagasen un impuesto anual de veinte lei, miembros de profesiones liberales y aquellos electores con educación primaria (artículo 60), en total cerca del 3,5 % de los votantes.[4]
- El tercer estado (21 % de los diputados), al que elegían el 4 % de los electores, estaba formado por votantes del campo con ingresos entre trescientos y mil doscientos lei y que supiesen leer y escribir.[4]
- La gran mayoría de la población (el 91 % de los votantes, en su mayoría pobres y analfabetos campesinos)[4] votaba de manera indirecta en el tercer estado.[4] Cada grupo de cincuenta votantes elegía un delegado (artículo 61) que, junto con los electores más acomodados del tercer estado, elegían a los diputados de este en cada distrito.[4]

El senado también quedaba dividido en estados, pero con un sufragio aún más dependiente de la riqueza del votante:
- El primer estado (55 % de los senadores, artículo 70)[6] era elegido por aquellos electores rentistas con ingresos superiores a 2 000 lei.[4] También podían votar a este estado altos funcionarios y oficiales del Ejército, así como graduados universitarios con ciertos años de experiencia profesional (artículo 68).[4] En total, únicamente el 1 % de los electores podía votar a este estado.[4]
- El segundo estado (45 % de los senadores) acogía a los votantes rentistas que ingresasen entre ochocientos y mil lei anuales.[6] También votaba a este colegio aquellos con formación avanzada o miembros de profesiones liberales.[6] En total, otro 1 % de los electores votaban en este estado.[6]
- El 98 % de la población quedaba excluida de la elección de senadores.[6]

El sistema concedía a la parte más rica de la población doble voto.
Las elecciones se celebraban teóricamente cada cuatro años, pero más frecuentemente en la práctica ya que era infrecuente que un Gobierno completase la legislatura.
Los dos principales partidos que dominaron la política rumana hasta la Primera Guerra Mundial aparecieron ya en 1871: el Partido Nacional Liberal y el Partido Conservador. El segundo defendía fundamentalmente los intereses de los grandes hacendados, mientras que el primero lo hacía de los terratenientes menores, y de la naciente burguesía comercial e industrial. Formados por la agrupación de camarillas alrededor de personalidades más que en grandes diferencias programáticas, ambos tendían a la formación de fracciones.

## Organización territorial
El país quedaba dividido en treinta y dos distritos, cada uno administrado por un prefecto, nombrado por el ministro del Interior, que, además, controlaba la organización de las elecciones. El prefecto debía aplicar las leyes y decretos en su distrito y se hallaba además a cargo de la policía. Era responsable ante el Ministerio del Interior y ante una junta regional que votaba el presupuesto anual del distrito. A menudo cabeza del partido que lo nombraba en la región, el prefecto era el representante de la aristocracia social y económica del distrito.
Cada distrito elegía un número de diputados proporcional a su número de electores.
Cada prefecto contaba con un cierto número de subprefectos, que administraban una porción del distrito, mandaban la policía en su sector y eran elegidos directamente por el Ministerio del Interior, pero recomendados por su prefecto. El subprefecto no quedaba supeditado, a diferencia del prefecto, a autoridad local alguna.
Las subprefecturas se dividían a su vez en comunas (ayuntamientos), regidos por alcaldes, supervisados por los subprefectos y administrados por una junta municipal. Las elecciones municipales tenían lugar cada cuatro años, independientemente de las elecciones nacionales. A diferencia de estas, el voto era universal e igualitario además de secreto, pero el alcalde del momento, gracias a su gran poder, podía influenciar su resultado. Dado que la impugnación de los resultados solo se podía hacer ante el Ministerio del Interior, la suerte de los alcaldes dependía en realidad más de su relación con sus superiores en el ministerio y con los terratenientes locales que de las votaciones.
De manera similar al prefecto y subprefecto, el alcalde era la mayor autoridad en su territorio y la policía local quedaba a su cargo. El alcalde se convirtió en figura administrativa clave en la vida del campesinado, defensor del statu quo y contrario a cualquier reforma agraria.  La junta municipal debía aprobar el presupuesto municipal. Juez de la localidad además de alcalde, esta figura tenía un enorme poder sobre los habitantes de su localidad y la separación de poderes no se aplicaba en las comunas, quedando todos concentrados en los alcaldes. El alcalde arbitraba disputas locales entre campesinos y hacendados y avalaba a aquellos en sus solicitudes de préstamos estatales.
Las comunas se dividían en pueblos, que contaban con sus juntas locales. Estas estaban encabezadas por un delegado. La población con mayor número de contribuyentes (al menos doscientos) se convertía en sede de la comuna. Los poderes de las juntas locales eran mucho menores que los de las municipales, no contaban con presupuesto propio, no podían avalar a sus vecinos ni contaban con policía propia.

## Consecuencias
Los poderes otorgados por la constitución al monarca marcaron profundamente la política rumana: mientras que en Europa occidental los Gobiernos eran fruto de las votaciones, en Rumanía el proceso fue el inverso: el rey nombraba un consejo de ministros que, a su vez, convocaba elecciones, que siempre resultaban en una abrumadora mayoría del partido en el Gobierno.
La primera tarea de cualquier Gobierno era la designación de prefectos de distrito, que durante el periodo anterior a las elecciones ejercían gran presión sobre los votantes para asegurar la victoria del partido gubernamental, prometiendo favores a los electores del primer y segundo estados e intimidando a la oposición.
Los electores tampoco tenían garantía de que su voto fuese a ser respetado, ya que tanto el prefecto como el ministro del Interior podían impugnar resultados, que únicamente el congreso de diputados o el senado (siempre favorables al Gobierno) podían rechazar.
Dado el control gubernamental de las elecciones la alternancia de los partidos en el gobierno no se debía a los resultados electorales, sino a las decisiones reales. La capacidad de otorgar a uno u otro partido la formación de un nuevo gabinete o la disolución de aquel en ejercicio dio gran poder al monarca, que podía influir incluso en la elección de los ministros. El sistema político rumano se convirtió en la práctica en un sistema bipartidista arbitrado no por las elecciones periódicas, sino por el soberano.